# الطراد الياباني سوزويا (1934)
كان سوزويا (鈴 谷) الطراد الثالث من بين أربع طرادات من فئة موغامي للطرادات الثقيلة في البحرية الإمبراطورية اليابانية.